# Aanval op de haven van Zeebrugge
De aanval op de haven van Zeebrugge (Engels: Zeebrugge Raid) tijdens de Eerste Wereldoorlog was een Britse aanval op de haven van Zeebrugge op 23 april 1918 met het doel de vaargeul te blokkeren, zodat Duitse U-boten niet meer konden uitvaren. Tegelijkertijd werd ook de haven van Oostende aangevallen.

## Achtergrond
Met de Zeeslag bij Jutland was de Duitse vloot verslagen. Duitsland besloot om de oorlog niet op maar onder de zee voort te zetten als onbeperkte duikbotenoorlog. Hiertegen hadden de Britten toen geen verweer. Duikboten vanuit Wilhelmshaven vormden geen grote bedreiging, omdat ze een dag onderweg waren en langs mijnenvelden moesten. Een poging om de mijnen te vegen was mislukt tijdens de Tweede Slag bij Helgoland. Antwerpen was ook geen probleem, omdat het van op het water kon beschoten worden. De duikbootbasis van Brugge lag te ver landinwaarts om ze vanuit zee te beschieten. Ook ze vanuit de lucht bombarderen was in die tijd te moeilijk. De duikboten voeren langs de kanalen naar Zeebrugge of Oostende en zo naar zee, waar ze Britse schepen aanvielen.
In 1915 had de Britse admiraal Reginald Bacon al geprobeerd om de sluispoorten te beschieten vanaf monitors, maar daarbij waren alleen de gebruikte 305mm-kanonnen kapotgeschoten en niet de sluizen. John R. Jellicoe stelde in 1917 voor om Zeebrugge te bezetten, maar het landleger geraakte niet door de Duitse verdediging. Admiraal Roger Keyes werkte een plan uit om de havengeulen van Zeebrugge en Oostende te blokkeren en de admiraliteit gaf groen licht in februari 1918. De aanval werd op 11 april en op 14 april afgeblazen wegens slecht weer. De motorboot HMS CMB 33 was daarbij gestrand in Duits gebied. De bevelvoerder had - tegen alle instructies in - de aanvalsplannen meegenomen die in handen van de Duitsers waren gevallen.
In de haven van Zeebrugge waren bunkers en verstevigingen aangelegd en er was zware artillerie op de havendam. De toegang van de haven zelf werd gedeeltelijk geblokkeerd door de verankering van een viertal aken.
Op 22 april 1918 nam admiraal Keyes het bevel over een vloot van 168 schepen en een troepenmacht van 1800 man.

## Verloop
De aanval begon op 23 april 1918 vanuit Dover, Duinkerke en het Zwin. Kort voor middernacht begon een afleidingsmanoeuvre. De kruiser HMS Vindictive en twee overzetboten, Daffodil en Iris II, vielen de golfbreker aan. HMS Vindictive moest 200 mariniers afzetten aan de monding van het kanaal naar Brugge om de Duitse artillerie onschadelijk te maken. Een rookgordijn zou het schip aan het zicht onttrekken. De Duitsers verweerden zich heftig: zo ging de matroos Hermann Künne van de torpedoboot S53 de leider van de mariniers met een mes te lijf. Hij stak hem neer, maar werd zelf neergeschoten. De wind draaide en het rookgordijn waaide weg. De mariniers kwamen onder Duits vuur en sneuvelden bij bosjes. Om de aanval op de havendam te ondersteunen waren er ook nog twee oude duikboten volgestouwd met springstof. Duikboot C3 kon om 00:15 uur het viaduct naar de golfbreker opblazen met vijf ton explosieven zoals voorzien. Hiermee werd het de verdedigers onmogelijk gemaakt versterkingen aan te voeren. De zeskoppige bemanning kon met een reddingsboot ontkomen. De andere onderzeeboot, de C1 kwam niet in de buurt van het doel en werd teruggesleept naar de vertrekbasis.
Terwijl de Duitse tegenaanval zich op deze aanval concentreerde, brachten de Britten om 00.30 uur enkele schepen voorbij de vuurtoren. De drie schepen uit 1890, de Thetis, Intrepid en Iphigenia, waren geladen met beton. De bedoeling was om ze in de vaargeul tot zinken te brengen en zo die havengeul te blokkeren. Na de mislukte aanval op de golfbreker kwamen de drie schepen onder zwaar Duits vuur te liggen. Vooral de Thetis kreeg treffers en het schip bereikte niet de vaargeul, het liep vast op een zandbank en werd te vroeg tot zinken gebracht. De twee andere schepen bereikten wel het kanaal en werden zo schuin als mogelijk in de vaarweg tot zinken gebracht. Onder hevig Duits vuur werd de bemanning met snelle motorboten opgepikt. De Thetis zou als eerste de sluisdeur naar het kanaal naar Brugge moeten rammen, dit was mislukt en de andere twee schepen hielden zich aan de instructies en namen niet de taak van de Thetis over. Zou de sluisdeur zijn beschadigd dan had dit geleid tot een groter succes van de actie.
Om 00:50 uur gaf de Daffodil met de sirene het signaal om de gevechten af te breken en terug te keren naar de schepen. Onder dekking van rookgordijnen en het vuur van de kanonnen van de monitors trok de gehavende vloot zich terug. In de loop van 23 april voer de vloot de Britse thuishavens binnen.
De Duitsers verwijderden twee pieren, zodat de Duitse duikboten al twee dagen later bij hoog tij langs de blokkerende schepen konden varen. Van de 1700 Britten lieten 200 het leven, waaronder commandant Frank Arthur Brock, de man die het rookgordijn bedacht en uitvoerde.

## Nasleep
De aanval op de haven van Oostende die tegelijkertijd plaatsvond was ook een mislukking. Ook een tweede aanval op Oostende in mei mislukte. Duitse duikboten konden nog altijd vanuit Brugge naar Zeebrugge of Oostende de zee op, totdat in oktober 1918 de Britse landmacht het terrein veroverde. De gezonken wrakken werden pas in 1921 geborgen.
De aanval op Zeebrugge wordt door de Britten ieder jaar herdacht op 23 april, Saint-George's Day. De operatie stond model voor Operatie Chariot, een soortgelijke aanval op Saint-Nazaire tijdens de Tweede Wereldoorlog.
- Op het kerkhof van Zeebrugge liggen de lichamen van meer dan 200 slachtoffers, zowel Britten als Duitsers die omkwamen bij de verschillende gevechten die tussen 1914 en 1918 plaatsvonden.

## Galerij

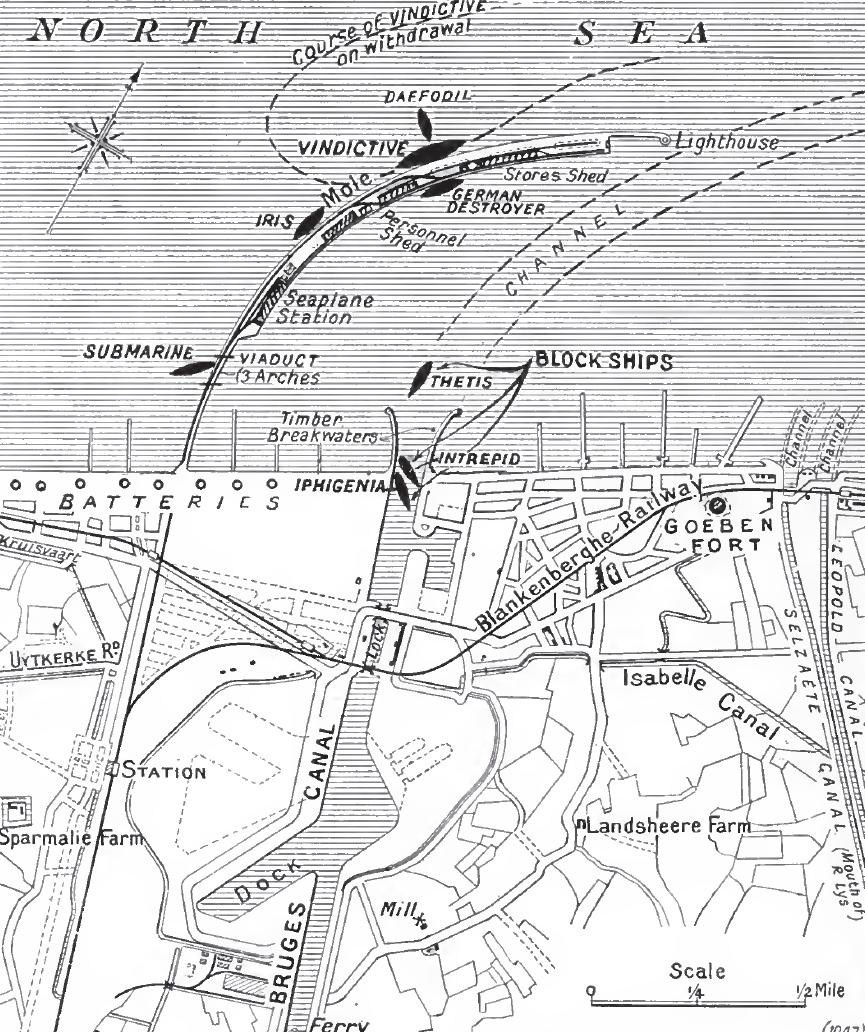
Kaart met schepen en scheepsbewegingen
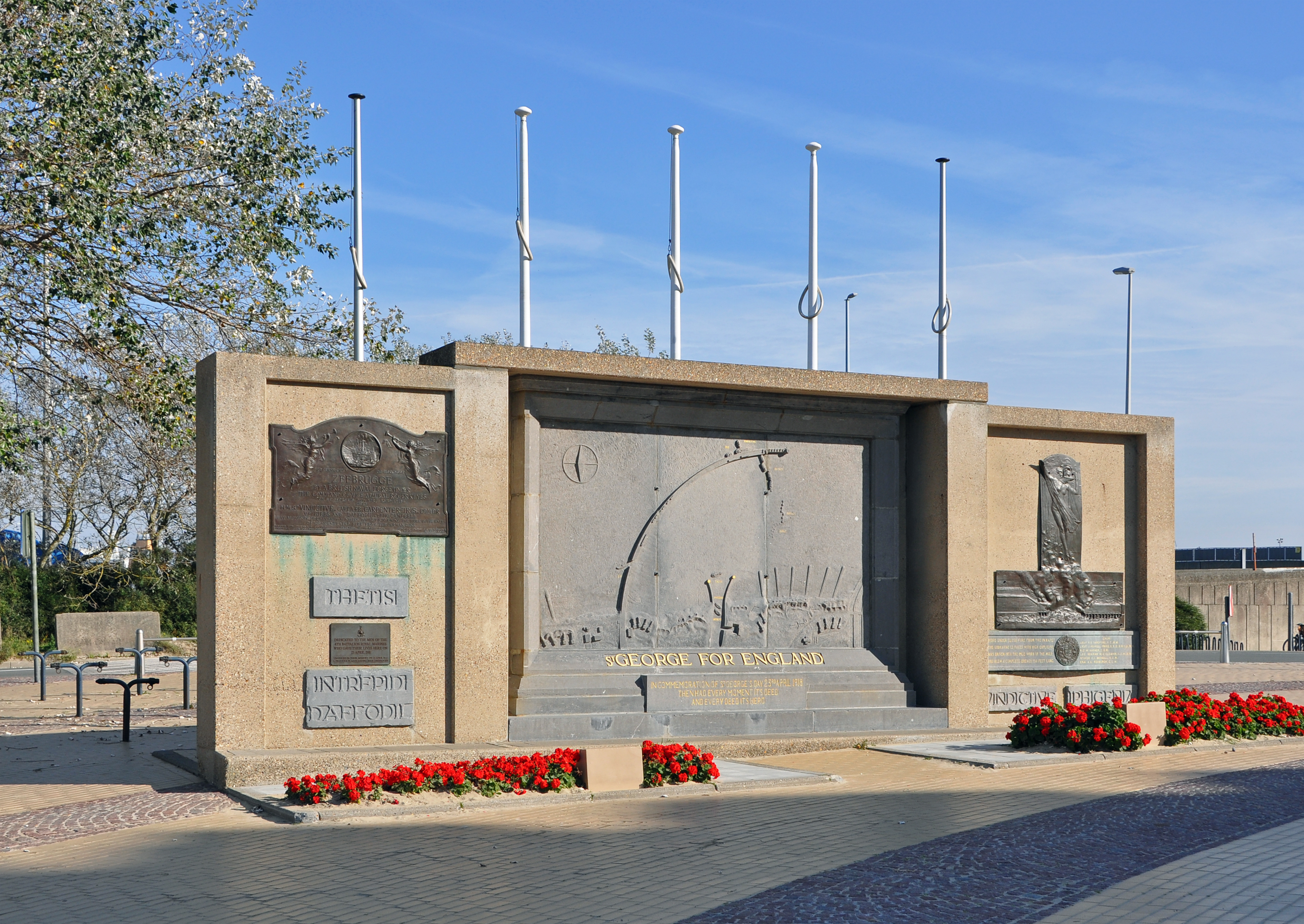
Saint George's Day monument op de zeedijk in Zeebrugge
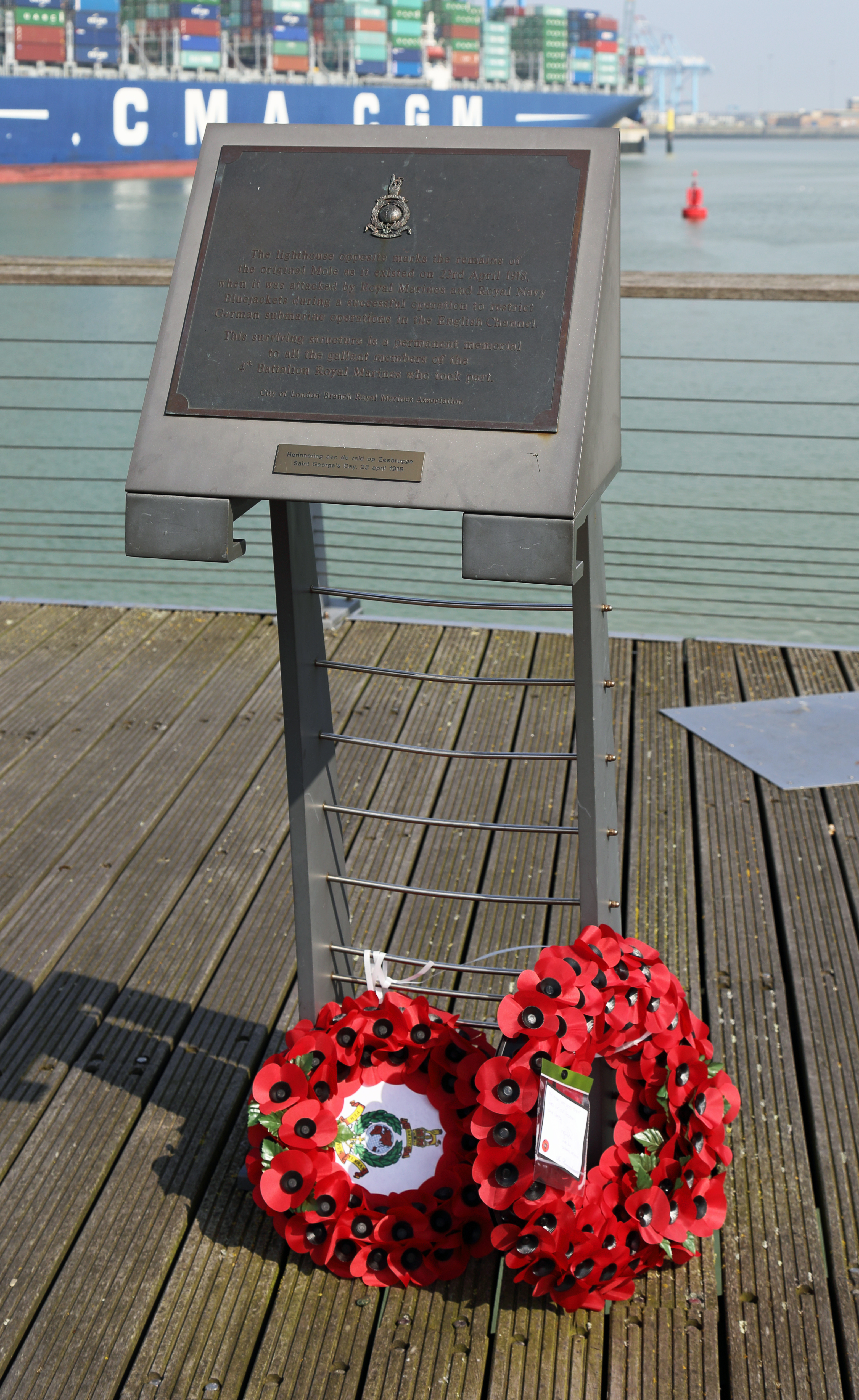
Britse herdenkingsplaat in de haven van Zeebrugge
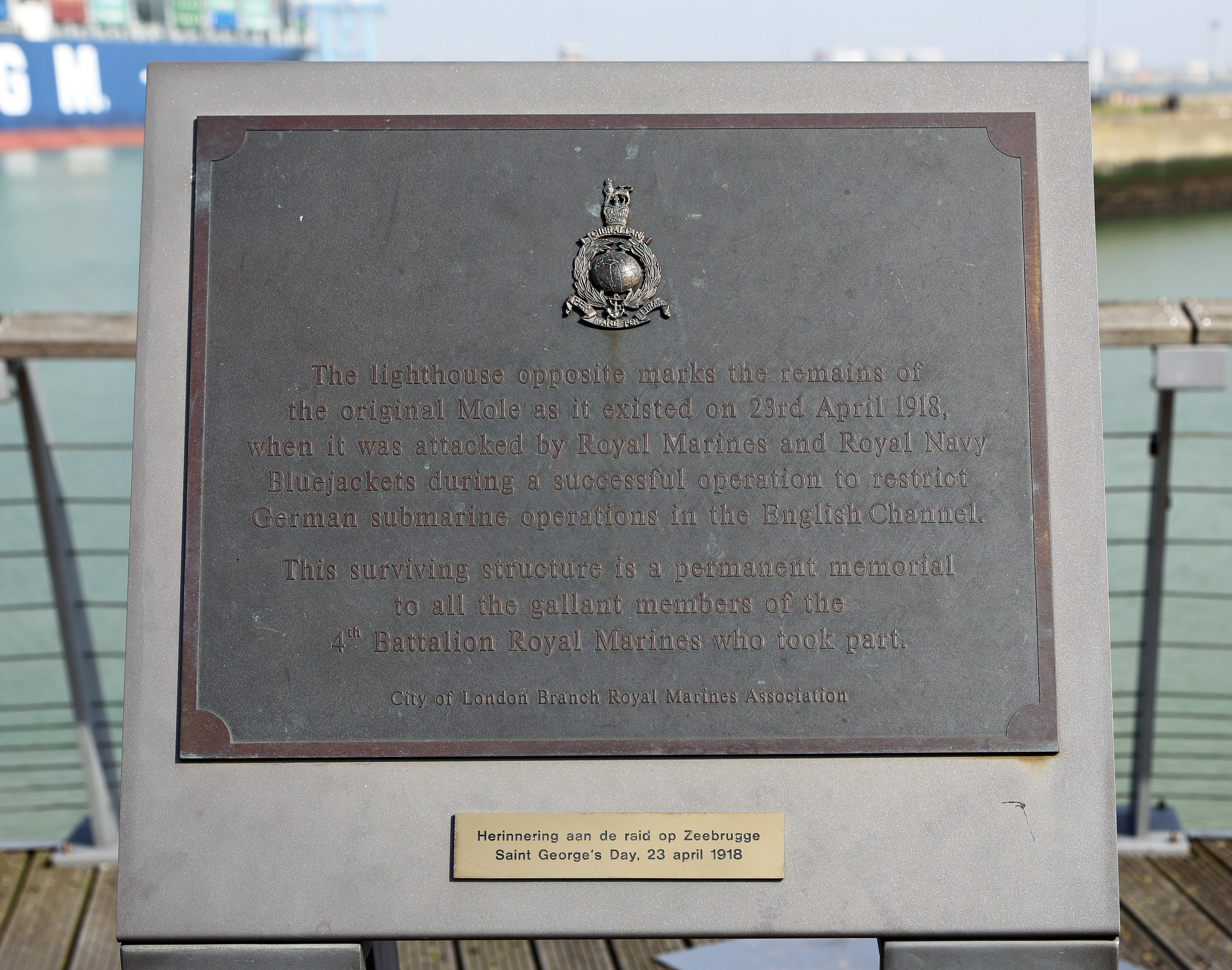
Detail Britse herdenkingsplaat
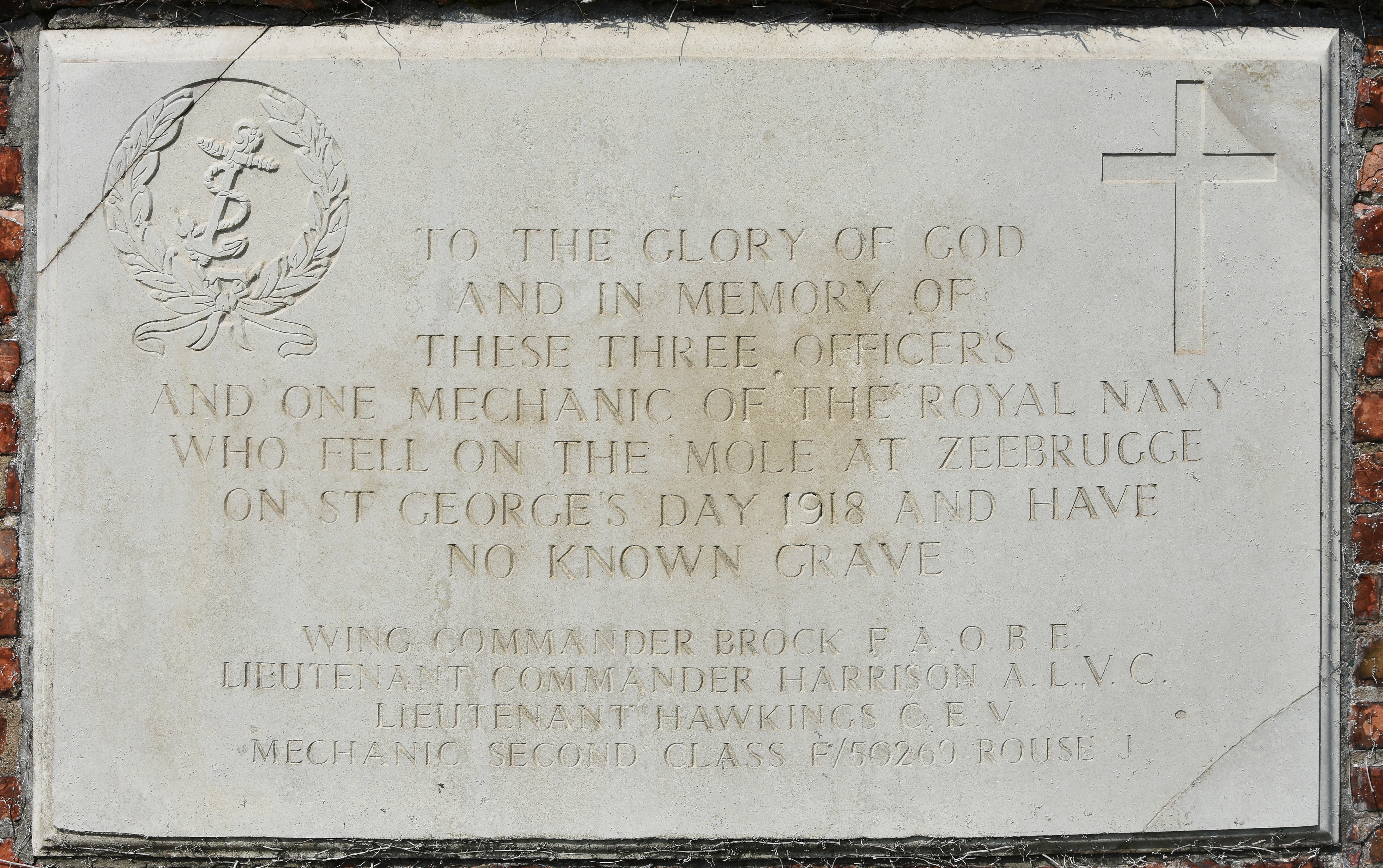
De herdenkingsplaat op het kerkhof van Zeebrugge